# Ancien parc d'artillerie
L'ancien parc d'artillerie et la maison dite du commandant de gendarmerie forment d'anciens bâtiments militaires remarquables de l'île de La Réunion, département et région d'outre-mer français dans le sud-ouest de l'océan Indien. Situés dans le quartier de Saint-Denis appelé Le Barachois, précisément aux 2, rue Juliette-Dodu et 15, rue de Nice, ils sont inscrits ensemble et en totalité à l'inventaire supplémentaire des Monuments historiques depuis le 16 février 2006. Cette inscription recouvre le terrain d’assiette, les murs de clôture et le portail d'entrée,.